# Камешница (приток Явенги)
Камешница — река в России, протекает по Вожегодскому району Вологодской области. Устье реки находится в 14 км по правому берегу реки Явенга. Длина реки составляет 10 км.
Населённых пунктов по берегам реки нет.

## Данные водного реестра
По данным государственного водного реестра России относится к Двинско-Печорскому бассейновому округу, водохозяйственный участок реки — озеро Кубенское и реки Сухона от истока до Кубенского гидроузла, речной подбассейн реки — Сухона. Речной бассейн реки — Северная Двина.
Код объекта в государственном водном реестре — 03020100112103000005320.